# Hattorf am Harz
Hattorf am Harz település Németországban, azon belül Alsó-Szászország tartományban. Lakosainak száma 3968 fő (2023. december 31.).

## Népesség
A település népességének változása:
| Lakosok száma | 4066 | 4050 | 3992 | 3982 | 3998 | 3968 |
|               | 2016 | 2017 | 2019 | 2021 | 2022 | 2023 |